# Parahormius stom
Parahormius stom är en stekelart som beskrevs av T.C. Narendran 2002. Parahormius stom ingår i släktet Parahormius och familjen bracksteklar. Inga underarter finns listade i Catalogue of Life.